# Apeadeiro de São Mamede do Tua
O Apeadeiro de São Mamede do Tua, conhecida igualmente apenas como São Mamede, é uma interface encerrada da Linha do Douro, que servia a localidade de São Mamede de Ribatua, no município de Alijó, em Portugal.

## História
Este apeadeiro situa-se no lanço da Linha do Douro entre as estações de Pinhão e Tua, que abriu à exploração em 1 de Setembro de 1883.
A Gazeta dos Caminhos de Ferro de 1 de Outubro de 1900 noticiou que o apeadeiro de São Mamede tinha sido promovido a estação de quarta classe.
Em 1901, o conselho de administração dos Caminhos de Ferro do Estado ordenou a elaboração de um estudo sobre as ligações rodoviárias às suas estações e apeadeiros, onde se informou que a gare de São Mamede era servida pela estrada real 39, que ligava a estrada distrital n.º 50, em Alijó, ao Tua, e que ainda estava em obras. Nessa altura, a estação era considerada de grande importância, devido à falta de uma ponte rodoviária sobre o rio Tua. Em Outubro de 1903, o Ministério das Obras Públicas, Comércio e Indústria autorizou a administração dos Caminhos de Ferro do Estado a concluir a estrada de serviço entre a estrada regional 39 e a estação de São Mamede de Tua.
Em 1950 a estação de São Mamede do Tua já era servida por estrada, sendo nessa altura uma das cinco gares em toda a Linha do Douro a ter esta vantagem.